# Тренд цены и объёма
Тренд цены и объёма (также тенденция цены и объёма; PVT от англ. price–volume trend, или VPT от англ. volume–price trend) — технический индикатор, построенный на анализе объёмов торгов и изменениях цены инструмента.

## Способ вычисления
Значение индикатора PVT представляет собой кумулятивную сумму произведения текущего объёма торгов на приведённый рост цены относительно предыдущего периода:
{\displaystyle {\textit {PVT}}_{t}={\textit {PVT}}_{t-1}+{\textit {volume}}_{t}\cdot {\frac {{\textit {close}}_{t}-{\textit {close}}_{t-1}}{{\textit {close}}_{t-1}}},}
где {\displaystyle {\textit {PVT}}_{t},{\textit {PVT}}_{t-1}} — текущее и предыдущее значения индикатора, {\displaystyle {\textit {volume}}_{t},{\textit {close}}_{t}} — текущие объём и цена закрытия, {\displaystyle {\textit {close}}_{t-1}} — цена закрытия предыдущего периода.

## Торговые стратегии
Так как абсолютное значение данного индикатора значения не имеет, все связанные с ним торговые стратегии построены на анализе его поведения относительно собственных значений и входящих в него показателей.
Например, для механической торговли может подойти способ анализа поведения индикатора по отношению к его скользящей средней:
- Купить, когда PVT пересечёт свою скользящую среднюю снизу вверх.
- Продать, когда PVT пересечёт свою скользящую среднюю сверху вниз.

## Связь с другими индикаторами
Тренд цены и объёма является развитием индикатора «Балансовый объём» и имеет общие характеристики с другими, построенными на анализе объёма и цены, индикаторами, например: «Индекс денежного потока», «Индекс накопления/распределения» и т. п.